# Болдасьево
Болдасьево — село в Николаевском районе Ульяновской области России. Входит в состав Барановского сельского поселения.

## География
Село находится в юго-западной части Ульяновской области, в лесостепной зоне, в пределах Приволжской возвышенности, на расстоянии примерно 12 километров (по прямой) к юго-западу от Николаевки, административного центра района. Абсолютная высота — 251 метр над уровнем моря.
Климат
Климат характеризуется как умеренно континентальный, с тёплым летом и умеренно холодной зимой. Среднегодовая температура воздуха — 10 °С. Средняя температура воздуха самого тёплого месяца (июля) — 19,2 °C (абсолютный максимум — 41 °C); самого холодного (января) — −13,3 °C (абсолютный минимум — −48 °C). Продолжительность безморозного периода составляет в среднем 202 дня. Среднегодовое количество атмосферных осадков составляет 455—530 мм, из которых большая часть выпадает в период с апреля по сентябрь. Снежный покров образуется в конце ноября и держится в течение 128 дней.
Часовой пояс
Село Болдасьево, как и вся Ульяновская область, находится в часовой зоне МСК+1. Смещение применяемого времени относительно UTC составляет +4:00.

## История
Село было основано в конце XVII века переселенцами из Болдасево.
На 1862 год деревня Балдасьево (Балтасево), при рч. Малой Ешалке, находились по проселочному тракту из г. Хвалынска в г. Кузнецк, во 2-м стане Хвалынского уезда Саратовской губернии, в которой в 42 дворах жило: 212 мужчин и 224 женщины.
В 1959 году все колхозы сёл Болдасьево, Давыдовка, Губашево объединили в один колхоз — имени ХХI съезда КПСС. В 1992 году он был реорганизован в сельскохозяйственный производственный кооператив (СПК) «Давыдовский», после — в ООО «КФХ „Стимул“».

## Население
| 2010 |
| ---- |
| 116  |

Национальный состав
Согласно результатам переписи 2002 года, в национальной структуре населения мордва составляла 93 % из 217 чел.